# Operación interna

Árbol de clasificación

Una operación matemática, se dice que es una operación interna, en un conjunto A si para todos los valores de la operación el resultado pertenece a A.
En el caso de  un conjunto {\displaystyle A\,} y una operación binaria {\displaystyle \circledcirc } definida sobre él {\displaystyle (A,\circledcirc )}, tendremos que para dos elementos cualesquiera del conjunto A operados bajo {\displaystyle \circledcirc }, el resultado siempre pertenece al mismo conjunto A. Es decir:
{\displaystyle {\begin{array}{rccl}\circledcirc :&A\times A&\longrightarrow &A\\&(a,b)&\longmapsto &c=a\circledcirc b\end{array}}}
El resultado siempre pertenece al mismo conjunto:
{\displaystyle \forall a,b\in A:\quad a\circledcirc b\in A}

## Ejemplo
Sea el conjunto de los números naturales: N y la operación suma: +, {\displaystyle (\mathbb {N} ,+)} podemos ver:
{\displaystyle {\begin{array}{rccl}+:&\mathbb {N} \times \mathbb {N} &\longrightarrow &\mathbb {N} \\&(a,b)&\longmapsto &c=a+b\end{array}}}
Se cumple:
{\displaystyle \forall x,y\in \mathbb {N} :\quad x+y\in \mathbb {N} }.
Para todo valor x e y que pertenecen a los números naturales, la suma x + y pertenece a los números naturales.
Por lo tanto {\displaystyle (\mathbb {N} ,+)} es una operación interna.
Si vemos el mismo conjunto de los números naturales y la operación resta: -, {\displaystyle (\mathbb {N} ,-)\,} tenemos que:
{\displaystyle \neg \forall x,y\in N:\quad x-y\in N}.
No para todos los valores x e y que pertenecen a N, x - y pertenece a N, o lo que es lo mismo:
{\displaystyle \forall x\in \mathbb {N} ,\quad \exists y\in \mathbb {N} :\quad x-y\notin \mathbb {N} }.
Para todo valor x de N, existen valores y de N tal que x - y no pertenece a N, eso se da en todos los casos en los que y es mayor que x, por ejemplo, 3 - 5 no pertenece a N.
La operación resta de los números naturales no es una operación interna.